# Challenger de Nonthaburi II 2023
El torneo Nonthaburi Challenger II 2023 fue un torneo de tenis perteneció al ATP Challenger Tour 2023 en la categoría Challenger 75. Se trató de la 5ª edición; el torneo tuvo lugar en la ciudad de Nonthaburi (Tailandia), desde el 9 hasta el 15 de enero de 2023 sobre pista dura al aire libre.

## Jugadores participantes del cuadro de individuales
| Favorito | País                       | Jugador          | Rank1 | Posición en el torneo |
| -------- | -------------------------- | ---------------- | ----- | --------------------- |
| 1        | Bandera de Austria         | Dennis Novak     | 180   | Semifinales           |
| 2        | Bandera de Sudáfrica       | Lloyd Harris     | 237   | FINAL                 |
| 3        | Bandera de Polonia         | Kacper Żuk       | 245   | Primera ronda         |
| 4        | Bandera de República Checa | Zdeněk Kolář     | 247   | Primera ronda         |
| 5        | Bandera de Bélgica         | Michael Geerts   | 254   | Segunda ronda         |
| 6        | Bandera de Polonia         | Daniel Michalski | 260   | Cuartos de final      |
| 7        | Bandera de Japón           | Sho Shimabukuro  | 264   | Primera ronda         |
| 8        | Bandera de Estados Unidos  | Tennys Sandgren  | 265   | Cuartos de final      |

- 1 Se ha tomado en cuenta el ranking del 2 de enero de 2023.

### Otros participantes
Los siguientes jugadores recibieron una invitación (wild card), por lo tanto ingresan directamente al cuadro principal (WC):
- Palaphoom Kovapitukted
- Kasidit Samrej
- Wishaya Trongcharoenchaikul

Los siguientes jugadores ingresan al cuadro principal tras disputar el cuadro clasificatorio (Q):
- Alafia Ayeni
- Arthur Cazaux
- Evgeny Donskoy
- Giovanni Fonio
- Jason Jung
- Henri Squire

## Campeones

### Individual Masculino
- Arthur Cazaux derrotó en la final a  Lloyd Harris, 7–6(5), 6–2

### Dobles Masculino
- Yuki Bhambri /  Saketh Myneni derrotaron en la final a  Christopher Rungkat /  Akira Santillan, 2–6, 7–6(7), [14–12]